# Йолдаш, Эргюдер
Эргюдер Йолдаш (6 июня 1939 — 25 января 2016) — турецкий композитор и аранжировщик.

## Биография
Родился в Измире в семье выходцев с Балкан. У него была сестра Айча. Во время учёбы в школе много времени уделял игре на музыкальных инструментах. Втайне от родителей поступил в государственную консерваторию. Впрочем, когда отец узнал об этом, то поддержал его.
В 1959 году Йолдаш женился в первый раз. В этом браке у него было двое детей, сын Мустафа Танжу (род. 1960) и дочь Айшегюль (род. 1967).
Окончив в 1963 году консерваторию, он организовал музыкальную группу «Halikarnas Altılısı» (Галикарнасский секстет). В 1966 году группа выпустила первый сингл «Dertli Kaval», который написал Йолдаш. Он писал музыку не только для своей группы, но и для других групп и исполнителей, среди которых были Нермин Джандан, Айла Алган, Омер Айсан и Modern Folk Üçlüsü.
В 1970-х годах Йолдаш создал группу «Hafif Türk Müziği Oda Orkestrası». В 1976 году он женился во второй раз, его супругой стала певица Нур Бельда (после замужества Нур Йолдаш). В 1977 году у них родился сын Деврим. Супруги образовали плодотворный творческий союз. В 1981 году они выпустили альбом «Sultan-ı Yegah», песни в котором были написаны Эргюдером, а исполнены его супругой. За первым альбомом последовал второй, получивший название «Elde Var Hüzün». Ряд песен были основаны на произведениях поэта Аттилы Ильхана.
Позднее супруги развелись, вместе с браком распался и их творческий союз. Эти события тяжело отразились на Эргюдере, в 1991 году он переселился на один из островов возле Стамбула. Эргюдер Йолдаш жил там избегая контактов с окружающими до 2003 года, когда вернулся в Измир. Умер там же 25 января 2016 года.